# Gislehyttan
Gislehyttan var en hytta vid Hammarbyån i Nora socken, Nora kommun.
Hyttan omtalas första gången 1502 i förteckningen över Sten Sture den äldres jordagods, där han sägs vara ägare till hyttan. Gustav Vasa var 1538 ägare till hyttan som då brukades av gårdarna i Alntorp, Lilla Husby och Bröstorp. Den gick sedan i arv till hertig Karl. Hyttan nedlades senare och ersattes av en hammare, kallad Gislehammaren, men efterhand kallad Kungshammaren eftersom den tillhörde kronan. Olof Pettersson Gisler, kaplan i Stora Kopparberg, fältpräst under Trettioåriga kriget och senare kyrkoherde i Lindesbergs församling var född här och tog sitt namn efter födsloorten. Johan Petré, borgmästare i Nora erhöll vid mitten av 1600-talet arrendet av hammaren. Driften lades ned i slutet av 1600-talet.